# 34.788%...Complete
34.788%...Complete è il quinto LP della Doom metal band inglese My Dying Bride. Lo stile dell'album si sostanzia in sonorità molto più elettroniche rispetto ai lavori precedenti; i fan non accolsero bene questo cambio di rotta, così da far risultare il disco come uno dei meno graditi al pubblico, e tanto da convincere la band a non riproporre questo tipo di mix sonoro nei lavori successivi.

## Tracce
1. The Whore, the Cook and the Mother – 12:00
2. The Stance of Evander Sinque – 5:31
3. Der Uberlebende – 7:39
4. Heroin Chic – 8:03
5. Apocalypse Woman – 7:38
6. Base Level Erotica – 9:55
7. Under Your Wings and into Your Arms – 5:57

## Formazione

### Band
- Aaron Stainthorpe - voce
- Andrew Craighan - chitarra
- Calvin Robertshaw - chitarra
- Adrian Jackson - basso
- Bill Law - batteria

### Altri musicisti
- Keith Appleton - tastiere
- 'Mags' - tastiere